# Skilt og atter forenet
Skilt og atter forenet er en dansk stumfilm fra 1908 produceret af Nordisk Films Kompagni og instrueret af Viggo Larsen.

## Medvirkende
- Petrine Sonne
- Frederik Buch
- Poul Gregaard